# Hieracium lintonense
Hieracium lintonense es una especie de planta con flor del género Hieracium, de la familia Asteraceae, orden Asterales.

## Distribución
Hieracium lintonense se distribuye por Gran Bretaña.

## Taxonomía
Fue descrita científicamente por Mc Cosh.